# اندیسیوه مگکوئی
اندیسیوه مگکوئی (انگلیسی: Andisiwe Mgcoyi؛ زادهٔ ۱۶ ژوئن ۱۹۸۸) بازیکن فوتبال اهل آفریقای جنوبی است.

وی همچنین در تیم ملی فوتبال زنان آفریقای جنوبی بازی کرده‌است.